# Sonntag-Nunatak
Der Sonntag-Nunatak ist ein isolierter Nunatak im westantarktischen Marie-Byrd-Land. In den Thiel Mountains ragt er 30 km ostnordöstlich des Hamilton-Kliffs auf, das zum Ford-Massiv gehört.
Edward C. Thiel und John Campbell Craddock entdeckten ihn am 13. Dezember 1959 im Zuge eines geophysikalischen Traversflugs entlang des 88. westlichen Längengrads im Zuge des United States Antarctic Research Program. Thiel und Craddock benannten ihn nach Wayne Sonntag von der University of Wisconsin, der für die Logistik bei diesem Transversflugs zuständig war.